# Nordadler
Nordadler war eine 2017 gegründete nationalsozialistisch ausgerichtete Vereinigung in Norddeutschland, die von den Sicherheitsbehörden mit Rechtsterrorismus in Verbindung gebracht wurde. Das Bundesministerium des Innern unter Horst Seehofer verbot die Gruppe am 5. Juni 2020 nach dem Vereinsrecht.

## Struktur
Die Gruppe Nordadler gründete sich Anfang 2017. Laut Bundesanwaltschaft wollte die Gruppe dem Nationalsozialismus in Deutschland zum Wiedererstarken verhelfen. Nach den Informationen aus dem Auftritt ihrer Homepage und sozialen Netzwerken vertrat Nordadler eine Mischung aus verschwörungstheoretischen, rassistischen, islamfeindlichen und antisemitischen Positionen. Die Gruppe sah sich als „Autarkie und Oppositionsprojekt“ (sic!) und plante nach eigenen Aussagen, Immobilien in Ostdeutschland zu erwerben. Dort sollten Schulungszentren aufgebaut sowie Wehrsportübungen und eine Schulungsarbeit nach dem Vorbild des NS-Reichsarbeitsdienstes durchgeführt werden. Als Zentrum hierfür war der Harz angedacht. Ein der Gruppe zurechenbarer Mann sagte in einem Interview der NDR-Sendung Panorama 3, dass Immobilien erstanden worden seien, die der Vereinigung als Rückzugsort dienen sollten. Zu diesem Zweck seien Häuser in Mackenrode (Thüringen) gekauft worden.
Der im Internetauftritt der Nordadler als Hauptverantwortlicher genannte Mann ist den Behörden bereits bekannt. Im Dezember 2017 war er vom Landgericht Braunschweig als Helfer eines IS-Sympathisanten zu einer Geldstrafe und gemeinnütziger Arbeit verurteilt worden. Dem NDR sagte er, er habe den IS-Mann in „nationalsozialistischen Kreisen“ kennengelernt. Seinen Angaben nach war Nordadler eine Interessengemeinschaft des Nationalsozialismus und keine terroristische Vereinigung.
Um gezielt junge Menschen ansprechen zu können, wurden zur Verbreitung antisemitischer Inhalte geschlossene und offene Gruppen unter anderem auf Discord, Telegram und Instagram genutzt.
Die Gruppe benutzte auch die Namen „Völkische Revolution“, „Völkische Jugend“, „Völkische Gemeinschaft“ und „Völkische Renaissance“ und bekannte sich zu Adolf Hitler. Insgesamt wurden dem Umfeld dieser Gruppe mehrere Dutzend Personen zugeordnet.
Die Bundesanwaltschaft hingegen verdächtigte die Gruppe, zur Durchsetzung ihrer Ziele auch Anschläge verüben zu wollen. Die Mitglieder hatten sich demnach bemüht, Waffen und Munition zu beschaffen; auch wollten sie sich Materialien zum Bau von Brand- und Sprengvorrichtungen besorgen.
Die Gruppe war der Öffentlichkeit und auch Kennern der Szene laut Endstation Rechts bis zu Hausdurchsuchungen im April 2018 nicht bekannt. Es existierten bei der Gruppe „Parallelen zu anderen teils isolierten, rechtsextremen Zellen“, die sich während der Fluchtkrise gebildet hatten.

## Ermittlungen
Die Generalstaatsanwaltschaft beim Oberlandesgericht Celle hatte gegen eine Reihe von Männern wegen Bildung einer kriminellen Vereinigung ermittelt. Der Generalbundesanwalt übernahm das Verfahren im Januar 2018 und ermittelte wegen des Verdachts auf Gründung einer rechtsterroristischen Vereinigung gegen vier Männer als Beschuldigte. Um den Verdacht zu erhärten, sollte überprüft werden, ob die Gruppe über Waffen oder sonstige Gegenstände zur Anschlagsbegehung verfügt. Laut den Polizeiakten tauschten sich Angehörige der Vereinigung über den Messengerdienst Telegram über Waffen und mögliche Anschlagsziele aus. Auch seien Listen mit persönlichen Daten von Antifaschisten und Politikern angelegt worden. Laut einem der Gruppe zurechenbaren Mann sollten die Politiker beim Zusammenbruch der Bundesrepublik „zur Rechenschaft“ gezogen werden.
Mit Hilfe mehrerer Landeskriminalämter führte die Bundesanwaltschaft am 16. April 2018 Hausdurchsuchungen in mehreren Bundesländern durch. Die Polizei durchsuchte unter Einsatz von Spezialeinsatzkommandos Wohnungen in Bremen-Blumenthal, in Dörpen im Landkreis Emsland, in Katlenburg-Lindau im Landkreis Northeim (Niedersachsen) und in Appen im Kreis Pinneberg (Schleswig-Holstein). Auch wurde die Wohnung einer nicht tatverdächtigen Person in Thüringen durchsucht. Das Mitglied der Nordadler aus dem Kreis Northeim hatte laut Ermittler Kontakt zu einem Mann, der bereits wegen der Vorbereitung eines Sprengstoffanschlags verurteilt worden war. Laut Informationen der Presse wurden bei den Durchsuchungen keine Waffen gefunden, aber Computer beschlagnahmt. Anhand der Auswertung der Datenträger erhoffte sich die Bundesanwaltschaft Erkenntnisse darüber, wie gefährlich die Vereinigung Nordadler ist.
Die Bundesanwaltschaft gab die weiteren Ermittlungen nach der Razzia in die Leitung des LKA Niedersachsen.

## Verbot
Am Morgen des 23. Juni 2020 wurde das Verbot der Organisation bei sieben Führungspersonen in Nordrhein-Westfalen, Sachsen, Brandenburg und Niedersachsen mittels Durchsuchungen vollzogen, was ohne Zwischenfälle verlief. In Niedersachsen erfolgten sie in Herzberg am Harz und in der Region Hannover. Dabei wurden hauptsächlich elektronische Geräte gefunden und gesichert.